# The Big Unit
The Big Unit è un album collaborativo tra i rapper statunitensi Lil' Keke e Slim Thug, pubblicato nel 2003.

## Tracce
Testi di Lil' Keke (tracce 2-4, 6, 8, 10-13 e 15), Mr. Lee (tracce 2-4, 6-8, 10-16), Stayve Thomas (tracce 2-4, 6-8, 10-11, 13-16).
1. Intro – 0:59
2. Dirty (featuring DJ DMD) – 4:16 (musica: Mr. Lee)
3. Ain't Nothin' Like – 4:51 (musica: Mr. Lee)
4. Southern Nigga (featuring 8Ball) – 4:50 (musica: Mr. Lee)
5. Practice – 0:31
6. Weak Talk – 4:03 (musica: Mr. Lee)
7. Gangstas – 3:59 (musica: Mr. Lee, Mike Dean)
8. Bout That – 3:38 (musica: Mr. Lee)
9. Fake Niggaz – 2:18
10. Point 'Em Out – 4:28 (musica: Mr. Lee)
11. Make It Touch Da Floor (featuring Tela) – 4:53 (musica: Mr. Lee)
12. My Life – 4:48 (musica: Mr. Lee)
13. Oh Buddy (featuring Bun B) – 3:32 (musica: Mr. Lee)
14. In Da Club (featuring Killa Kyleon) – 4:00 (musica: Mr. Lee)
15. This Is How We Do (featuring Late Nite Magic) – 4:25 (musica: Mr. Lee, Mike Dean)
16. Noddfactor (featuring Sir Daily) – 3:37 (musica: Mr. Lee)
17. Outro – 1:01

## Classifiche
| Classifica (2003)         | Posizione massima |
| ------------------------- | ----------------- |
| US Top R&B/Hip-Hop Albums | 37                |